# 皆無
| ウィキペディアには「皆無」という見出しの百科事典記事はありません（タイトルに「皆無」を含むページの一覧/「皆無」で始まるページの一覧）。 代わりにウィクショナリーのページ「皆無」が役に立つかもしれません。 |